# Richard H. Bayard
Richard Henry Bayard, född 26 september 1796 i Wilmington, Delaware, död 4 mars 1868 i Philadelphia, Pennsylvania, var en amerikansk diplomat, jurist och politiker (whig). Han representerade delstaten Delaware i USA:s senat 1836-1839 och 1841-1845. Han var bror till James A. Bayard, Jr.
Morfadern Richard Bassett hade varit senator för Delaware 1789-1793 och tjänstgjorde sedan som guvernör 1799-1801. Fadern James A. Bayard var i sin tur senator 1804-1813.
Richard H. Bayard studerade juridik och inledde 1818 sin karriär som advokat i Delaware. Han var 1832 borgmästare i Wilmington.
Senator Arnold Naudain avgick 1836 och efterträddes av Bayard. Han avgick i sin tur 1839 för att tillträda som chefsdomare i Delawares högsta domstol. Delstatens lagstiftande församling kunde inte enas om en efterträdare. Bayard avgick till sist 1841 som chefsdomare för att tillträda som senator på nytt. Bayard efterträddes 1845 som senator av John M. Clayton.
Bayard tjänstgjorde 1850-1853 som USA:s chargé d'affaires i Belgien. Han avled 1868 och gravsattes på Wilmington & Brandywine Cemetery i Wilmington. Brorsonen Thomas F. Bayard tjänstgjorde som USA:s utrikesminister 1885-1889.